# پولص فرج رحو
پولص فرج رحو (عربی: بولص فرج رحو؛ ۲۰ نوامبر ۱۹۴۲ – ۱ تا ۱۳ مارس ۲۰۰۸ (۶۵ سال)) اسقف اعظم کلیسای کلدانیان کاتولیک عراق در شهر موصل بود. وی در تاریخ ۲۹ فوریه ۲۰۰۸ در شرق موصل در حالی که تازه کلیسای «روح القدس» این شهر را پس از برگزاری نماز خاص روز «عید قیامت» ترک کرده بود. به گفته سخنگوی کلیسا، اتومبیلش مورد شبیخون مردان مسلح قرار گرفت.
به گفته این سخنگو مهاجمان به روی اتومبیل آتش گشوده و دو همراه و راننده اسقف اعظم رحو را کشتند و سپس او را گروگان گرفتند و در ۱۳ مارس همان سال جسد وی در نزدیکی شهر موصل پیدا شد ولی هیچگاه به‌طور رسمی هویت ربایندگان و علت مرگ او مشخص نشد.

## تولد و تحصیلات
فرج رحو در تاریخ ۲۰ دسامبر ۱۹۴۲ در شهر موصل در شمال عراق به دنیا آمد. او تحصیلات ابتدائیش را در مدرسه شمعون الصفا و دوران متوسطه را در دانشسرای الکهنوتی وابسته به کلیسا گذراند و سپس برای ادامه تحصیل در فاصله سال‌های ۱۹۶۰ تا ۱۹۶۵ به بغداد رفت. وی پس از پایان تحصیلات در دانشسرای الکهنوتی به تدریس فلسفه پرداخت. رحو تحصیلاتش را در سال ۱۹۷۶ در رم تکمیل و از دانشکده توما الاکوینی مقدس در زمینه علم لاهوت دینی لیسانس دریافت کرد. او در تاریخ ۱۰ ژانویه ۱۹۶۵ در بغداد به مقام کشیش کلیسا رسید و سپس در تاریخ ۱۶ فوریه ۲۰۰۱ بدرجه اسقف اعظم کلیسای کلدانی مرتبط با کلیسای کاتولیک نائل آمد.

## فعالیت‌های مذهبی و اجتماعی
رحو فعالیت‌های مذهبی و اجتماعی زیادی داشت و انجمن دوستی و شادی برای نیازمندان را در سال ۱۹۸۶ و سپس انجمن خیریه کمک به خانواده‌های فقیر را تأسیس کرد. او همچنین در سال ۱۹۹۶ یک انجمن برای کمک به خانواده‌های جدید تشکیل شده به وجود آورد و در سال بعد نیز محلی برای زندگی با ایتام ایجاد نمود. رحو به دلیل ارتباطات گسترده‌اش با قشرها مختلف مردم عراق به عنوان عضو مجلس اعیان موصل انتخاب گردید. وی مقالاتی در زمینه‌های مذهبی و فرهنگی در مجلات محلی می‌نوشت و همچنین کتابی در مورد کلیسا به رشته تحریر درآورد.

## ربودن و قتل
پولص رحو در جریان یک آدم‌ربایی توسط گروهی مسلح ربوده شد. بر اساس گزارش‌های رسمی، آدم‌ربایان ابتدا به اتومبیل او شلیک کردند که منجر به کشته شدن راننده و محافظ او شد و سپس خود رحو را نیز با خود به محل نامعلومی بردند. او در فرصت مناسبی با موبایل خود با مسئولین کلیسا تماس گرفته و از آن‌ها خواست که هیچ پولی برای آزادی او به ربایندگان پرداخت نشود چون از این پول برای آزار سایر مردم استفاده خواهد شد.
سرانجام در تاریخ ۱۳ مارس همان سال جسد فرج رحو در حالی که توسط ربایندگان در گورستانی نزدیک موصل دفن شده بود پیدا شد، در این رابطه، دادگاهی در عراق روز یکشنبه (۱۸ مه) فردی به نام «احمد علی احمد» ملقب به «ابو عمر» یکی از رهبران گروه القاعده در این کشور را به اتهام مشارکت در قتل فرج رحو اسقف اعظم کلیسای کلدانی شهر موصل، به مرگ محکوم کرد. اما این حکم اجرا نشد.